# Oddicombe Beach
Oddicombe Beach är en strand i Storbritannien.   Den ligger i kommunen Torbay och riksdelen England, i den södra delen av landet, 270 km väster om huvudstaden London.